# Агадићи
Агадић је насеље које припада граду Оравици, у жупанији Караш-Северин, Румунија.

## Историја
По "Румунској енциклопедији" насеље је од давнине постојало и везује се за рудокопе у околини. Првобитно се звало "Гадиш". Први пут се у документима помиње 1366. године. Наводно је ту било седиште војводе Глада. Године 1717. ту је пописано 72 куће са 900 становника. Православна црква је подигнута 1755. године, а школа ради 1776. године. У месту је 1772. године записано 163 породице са 2738 житеља.
Аустријски царски ревизор је 1774. године констатовао да се место "Агадић" налази у Ракаждијском округу, Новопаланачког дистрикта. Становништво је било претежно влашко.